# Nimalka Fernando
Nimalka Fernando és un advocada i activista de drets de la dona de Sri Lanka. És membre del Moviment del Poble Demòcrata a Sri Lanka, que és una coalició de moviments de persones, ONG i sindicats que inicien accions i diàleg per a paradigmes de desenvolupament alternatius. És presidenta del Moviment Internacional contra totes les formes de discriminació i racisme (International Movement Against All Forms of Discrimination and Racism, IMADR) i del Fòrum de la dona per la pau a Sri Lanka. Nimalka és membre fundador de l'Intercanvi Regional Asiàtic de Noves Alternatives o (Asian Regional Exchange for New Alternatives, ARENA) i va ser membre del Comitè Executiu d'ARENA 1994-1997. El 2017 va ser nomenada membre del Consell d'Administració de Rights Now Collective for Democracy.